# Jem Karacan
Jem Paul Karacan (Londra, 21 febbraio 1989) è un ex calciatore turco, di ruolo centrocampista.

## Palmarès

### Club

#### Competizioni nazionali
- Supercoppa di Turchia: 1

Galatasaray: 2016